# 馬路村インクライン

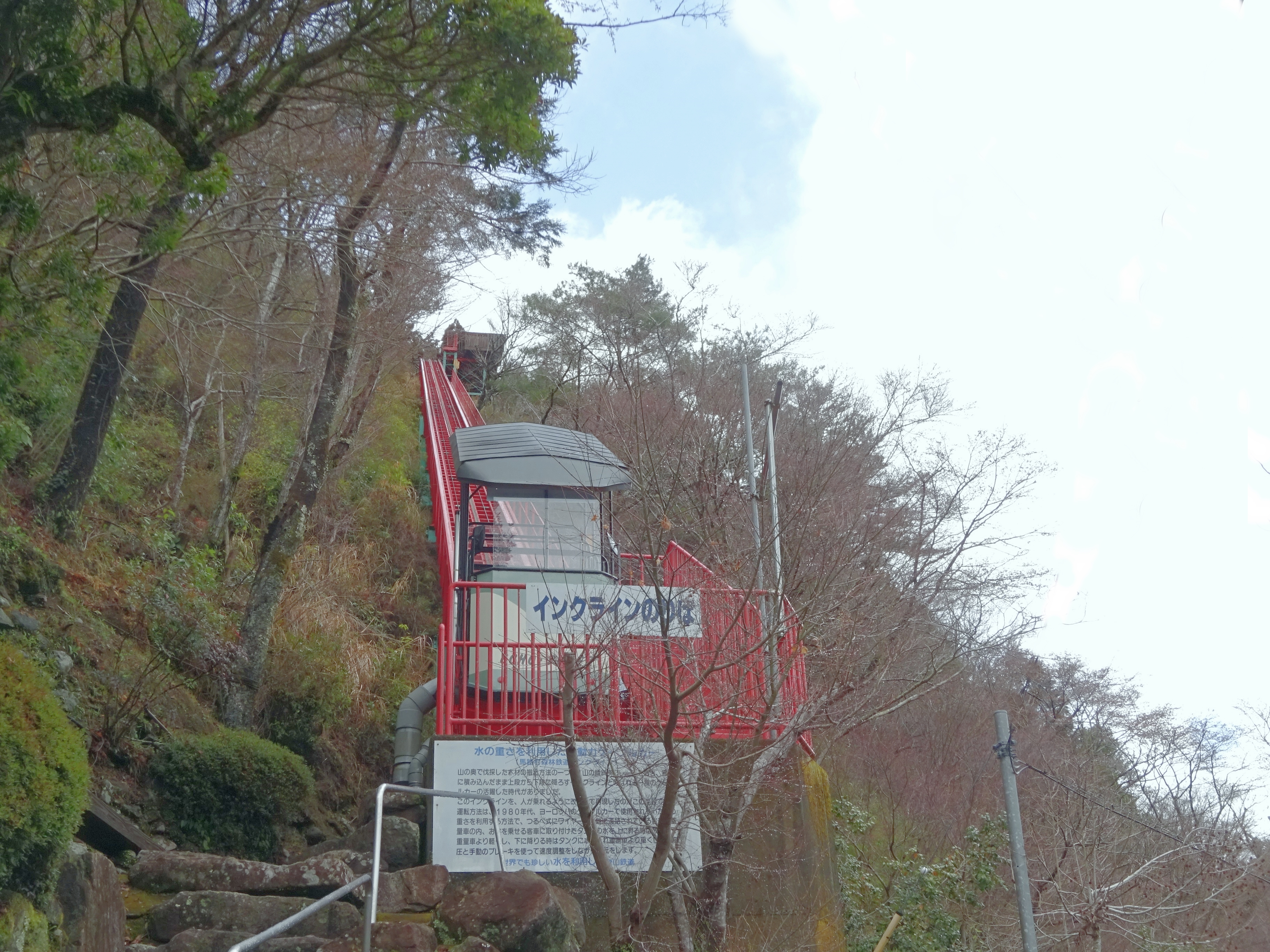
馬路村インクライン山麓乗降場

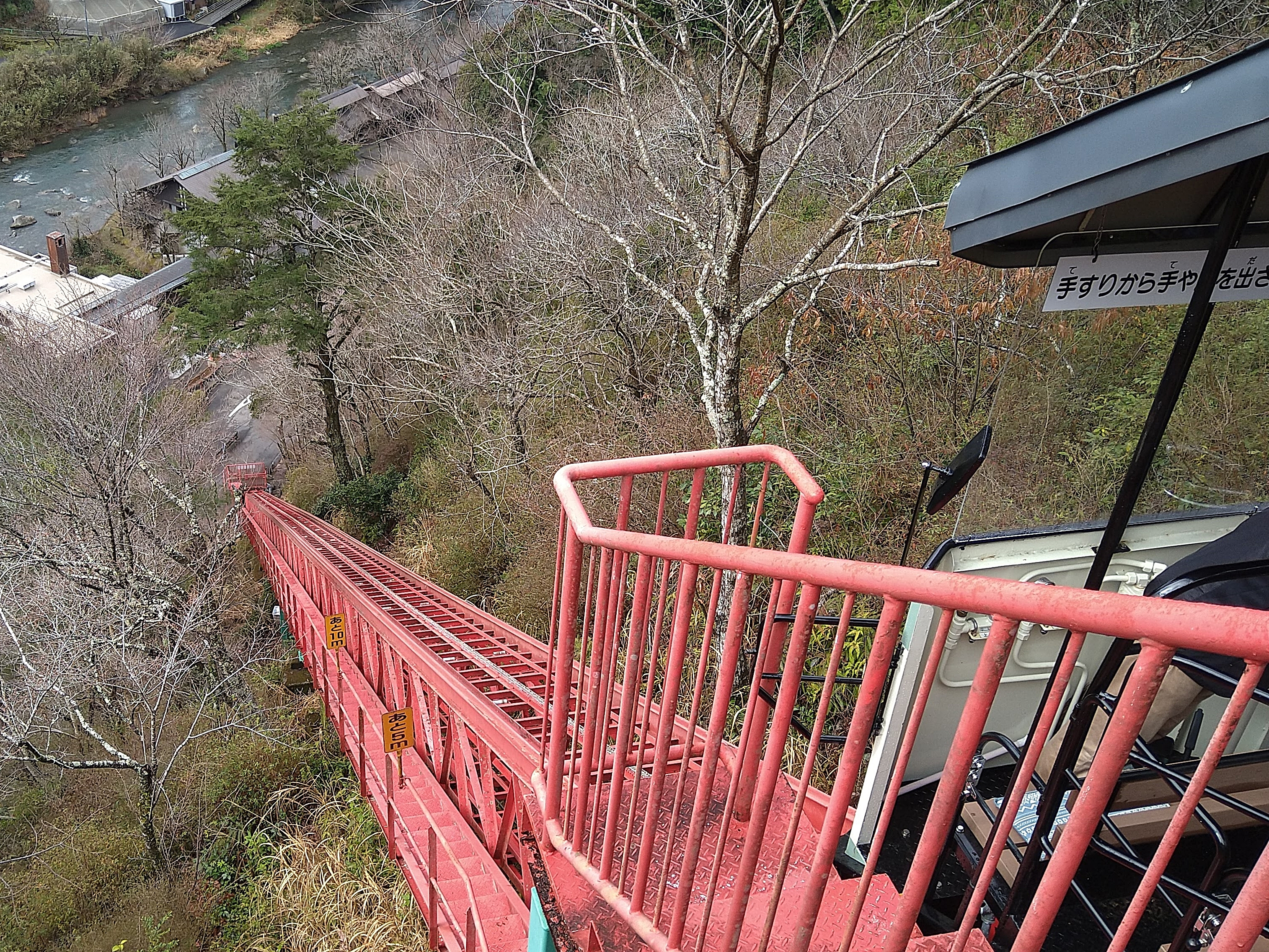
山頂乗降場から下界を見おろす

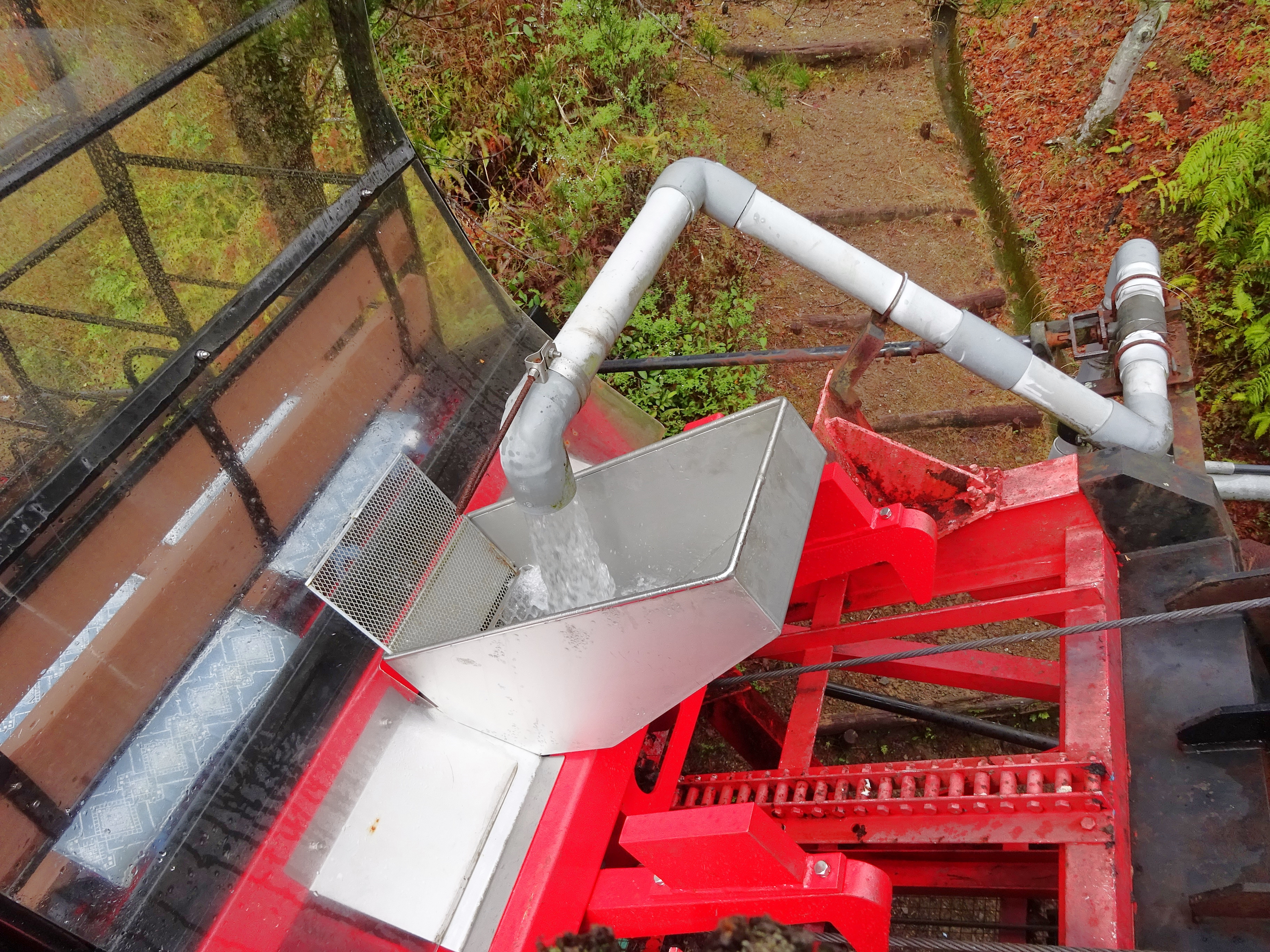
山頂乗降場における客車水タンクへの給水

馬路村インクライン（うまじむらインクライン）は、高知県安芸郡馬路村大字馬路に所在する、水の重量を動力とする観光用傾斜鉄道（インクライン）である。

## 概要
馬路村役場が所在する馬路村の中心部に存在し、乗り場近くには馬路温泉や遊覧用の「馬路森林鉄道」がある。
- 所在地 - 高知県安芸郡馬路村馬路3564-1
- 軌道長 - 約93m
- 傾斜角 - 最大37度
- 車両乗車定員 - 1両運行9名（運転者1名含む）
- 営業時間 - 8:30～16:30
- 定休日 - 平日・土（8月は無休、雨天運休）
- 料金 - 大人400円・小人300円（往復）
- 設計及び設置業者 - 株式会社垣内[2]

## 沿革
- 1995年（平成7年） - 開業

## 運行の仕組みと安全性
- 当項記述の典拠は、現地に掲示されている案内板による[3]。

水の重さを利用した、電力等のエネルギーを使用しない「無動力」のインクラインである。
客車の空車重量と乗車人数の合計重量より重くなるよう設計されているカウンターウェイト（ダミーの錘）が鋼製ロープを通じて客車に接続されている。鋼索ロープは2本とし、万一1本切れても自動的にレールにフックが掛かり停止する。
山麓乗降場では人が乗った状態でブレーキを開放。客車の水タンクの水を排出させると上昇を始める。山頂乗降場では人が乗った状態で給水塔からの水を客車の水タンクに注入。カウンターウェイトの重量を超えると客車は下降する。水量が正確に入っていなくても、山頂側に設置された速度自動調整装置（ガバナー）により、一定の速度を保ち暴走を防ぐ。
手動式ブレーキを備え、任意の場所でいつでも減速および停止ができる。